# 마릴린 소콜
마릴린 소콜(Marilyn Sokol, 1937년 6월 2일 ~ )은 미국의 배우, 영화배우, 텔레비전 배우, 연극 배우이다.
뉴욕에서 태어났다.

## 영화
- 샘 (2015년)
- 바스켓볼 다이어리 (1995년)
- 법과 질서 (1990년)
- 패밀리 비지니스 (1989년)
- 크로커다일 던디 2 (1988년)
- 더 라스트 메리드 커플 인 아메리카 (1980년) - 앨리스 스퀴브 역
- 음악은 멈출 수 없어 (1980년)
- 네가 없는 낙원 (1979년)
- 파울 플레이 (1978년)
- 굿바이 걸 (1977년)